# Das Funkjournal
Das Funkjournal (ehemals Brackweder Funkjournal) ist eine einmal monatlich bei Radio Bielefeld gesendete Radioshow.
Sie gehört zu den Bürgerrundfunkprogrammen und wird vom Medienarchiv in Bielefeld produziert.
Dabei ist sie die älteste Bürgerfunksendung dieses lokalen Senders.

## Geschichte
Die Idee und das Konzept für das Brackweder Funkjournal gehen auf Frank Becker, den Gründer und Vorsitzenden des Medienarchivs in Bielefeld, zurück. Dieser hatte sich mit einer Anfrage an den damaligen Chef von Radio Bielefeld, Martin Knabenreich, bezüglich der Erstellung eines eigenen  Bürgerrundfunkprogramms für den Stadtteil Brackwede gewandt.
Durch Knabenreichs Unterstützung konnte so die erste Sendung des Funkjournals bereits im selben Jahr, im August 2002, gesendet werden. Damals hatte Frank Becker noch mehrere Gäste zum Gespräch über den „560. Brackweder Schweinemarkt“ geladen. Ab der dritten Sendung stieg man dann auf das Format mit jeweils einem Gast um, wobei es hier im Verlauf der Geschichte der Sendung immer wieder Ausnahmen gab.
In der sechsten Ausgabe des Funkjournals begrüßte man so bereits den prominenten Unternehmer August Oetker. In den kommenden Jahren wuchs seither die Zahl überregional bekannter Persönlichkeiten als Gäste in der Sendung.
Frank Becker war selbst ebenfalls schon Gast in seiner eigenen Show: Zum Jubiläum der 150. Ausgabe des Brackweder Funkjournals war er von Bielefelds Oberbürgermeister Pit Clausen u. a. zu seiner Tätigkeit als Film- und Medienarchivar sowie zum Funkjournal interviewt worden.
Im Verlauf seiner zwanzigjährigen Geschichte konnten im Rahmen der Sendung über zweihundertvierzig Folgen produziert werden: Die 240. Sendung erschien am 21. Juli 2022 mit Polizeihauptkommissarin Christine Schmitt als Gast.
Das Funkjournal ist dabei kein einziges Mal ausgefallen. Dennoch wäre dies fast einmal der Fall gewesen, als es im Juni 2007 bei den Arbeiten zu einer Fernsehproduktion zu einem Brand im Studio gekommen war. Frank Becker nahm daraufhin Ausschnitte aus einem Interview mit der Schauspielerin und Sängerin Ilse Werner, die er 1999 im „Melodie-Filmtheater“ hatte interviewen dürfen, und fertigte so eine  Sonderausgabe des Brackweder Funkjournals an. Es handelte sich dabei um die 61. Sendung der Reihe.
Seit dem Jahr 2018 führt die Sendung nur noch den Namen Das Funkjournal.

## Konzept der Sendung
In jeder Sendung ist im Regelfall ein Gast zugegen, der eine bedeutende Rolle im öffentlichen Leben Bielefelds oder darüber hinaus einnimmt. Das Funkjournal ist dabei als Talk- und Musiksendung konzipiert.
Die Interviews sind individuell auf den jeweiligen Gast zugeschnitten und decken unterschiedliche Themenbereiche ab. Dabei geht es nicht nur um das öffentliche Leben und Wirken der Gäste, sondern auch um persönlichere Themen oder allgemeine respektive aktuellere Ereignisse aus (u. a.) Politik, Kultur oder Wirtschaft.
Der Musikanteil, der etwa die Hälfte der Sendezeit einnimmt, ist ebenfalls auf den jeweiligen Gast im Funkjournal abgestimmt. Es geht folglich auch um die Hervorhebung individueller Musikvorlieben im Porträt des Gesprächspartners.
Die einzelnen Folgen des Formats werden nach erfolgter Ausstrahlung im Medienarchiv Bielefeld und zum Teil auf der Homepage von NRWision als Zeitdokumente archiviert.

## Produktion
Das Funkjournal entsteht seit der dritten Ausgabe im bereits 1991 von Frank Becker eingerichteten „Studio am Mauseteich“ in Brackwede, das ursprünglich für Produktionen mit 16-mm- und 35-mm-Filmen eingerichtet worden war. Dabei wurden die ersten zehn Ausgaben der Sendung noch analog auf Studioband aufgezeichnet.
Becker agiert dabei vor allem als Produzent, Organisator und Moderator der Sendung.
Bei der Auswahl der im Rahmen der Sendung genutzten Musikstücke erhält Becker Unterstützung von Wolfgang Springer, der diese überwacht und berät.
Ursprünglich übernahm Becker die gesamte Redaktion im Vorfeld der jeweiligen Aufzeichnung einer Sendung. Seit etwa 2014 zeichnet Mark-André Strunk für die reguläre Redaktion der Sendung verantwortlich.

## Gästeliste (Auswahl)
- August Oetker
- Gerhard Seidensticker
- Oliver Seidensticker
- Herbert Sommer (IHK)
- Hans Hermann Gockel
- Gerhard „Gerry“ Weber
- Pit Clausen (Oberbürgermeister von Bielefeld; mehrmals im Funkjournal)
- Michael Boelke und Michael Born (Geschäftsführer der Firma AGFEO)
- Marianne Thomann-Stahl (Regierungspräsidentin, Detmold)
- Bob Franco (Schauspieler und Sänger)
- Brigitte Büscher (Co-Moderatorin der Sendung hart aber fair)
- Katharina Giere (Polizeipräsidentin)
- Wolf Dietrich Meyer-Scheuven (IHK)
- Marc Wübbenhorst (Heimatpfleger der Sennestadt und "Deutschlands durstigster Mann")
- Pastor Ulrich Pohl (Bethel)
- Jürgen Oberschelp vom Bielefelder Kinderchor
- Daniel Aichinger (Schauspieler)
- Oliver Beerhenke (Comedian)
- Kristina Sterz (Moderatorin)
- Marcus Werner (Moderator)
- Tim Berendonk (Moderator)
- Guntram Schneider (NRW-Arbeitsminister)
- Barbara Sommer (NRW-Schulministerin)
- Elmar Brok (EU-Parlamentarier)

## Empfangsarten
Das Funkjournal wird im Regelfall an jedem dritten Donnerstag eines Monats, etwa zwischen 21 und 22 Uhr, auf Radio Bielefeld gesendet. Über die Webseite Radio Bielefelds ist auch der Live-Stream möglich.
Seit 2018 werden die Sendungen auch in der Mediathek von NRWision angeboten. Dies betrifft indes nicht alle Folgen des Funkjournals, die im selben Jahr produziert worden sind.
Erst seit 2021 werden sporadisch einige ältere Ausgaben des Funkjournals in der NRWision-Mediathek wiederveröffentlicht, allerdings ohne spezifische Reihenfolge.